# Italian Linux Society
L'Italian Linux Society (abbreviata in ILS) è un'associazione no-profit italiana fondata per la promozione dei sistemi operativi basati sul kernel Linux e sugli strumenti GNU, con l'obiettivo di sostenere più in generale il movimento per il software libero e l'open source sul territorio italiano.

## Storia

Logo storico, fino al 2023.

Italian Linux Society è stata fondata nel 1994 a Savona con rilevanza principalmente locale. È nel 2001 che l'associazione ha iniziato a stabilire annualmente la data e le linee guida del Linux Day, istituendo quella che divenne la principale manifestazione nazionale sul software libero e l'open source in Italia.
L'Italian Linux Society non è l'unica associazione nata per rappresentare il software libero in Italia, anzi, negli anni erano divenuti (e sono ancora) innumerevoli i gruppi di attivisti, organizzati in forme più o meno ufficiali, genericamente identificati come user group sparsi sul territorio italiano. Questo si è visto sia in Italia che nel mondo con la nascita di migliaia di Linux User Group, o anche auto-definiti GNU/Linux User Group, a seconda dei propri allineamenti in merito di una storica controversia sul nome Linux.
L'associazione nacque anche per fornire strumenti a supporto dei vari user group. Fra essi i servizi più storici sono le mailing list tematiche, un servizio di messaggistica istantanea XMPP pubblico, e la gestione di domini di terzo livello sotto Linux.it, con spazio web ed hosting. In particolare, il sito www.Linux.it è sempre stato gestito dall'associazione, allo scopo di fornire al pubblico di massa una prima presentazione su GNU/Linux e sul software libero.
Un altro dei progetti più longevi dell'associazione è la LugMap, nata per fornire una mappa degli user group attivi in Italia.